# Ernest Henry Wilson
Pour les articles homonymes, voir Wilson.
Pour le chanteur jamaïquain, voir Ernest Wilson
Ernest Henry Wilson dit « le Chinois »(15 février 1876 – 15 octobre 1930), généralement connu sous le simple nom de E. H. Wilson, est un botaniste britannique qui introduisit un très grand nombre d’espèces de plantes d’Asie en Occident.

## Biographie
Wilson est né à Chipping Campden, dans le Gloucestershire (Angleterre). D’abord employé au sein d’une pépinière locale comme apprenti jardinier, il travaille par la suite au jardin botanique de Birmingham (en) en même temps qu’il suit les cours du soir à l’École technique de Birmingham, recevant le prix de la reine pour la botanique. En 1897, il commence à travailler aux jardins botaniques royaux de Kew, où il remporte le prix Hooker pour un essai sur les conifères. Il accepte ensuite un poste de collecteur de plantes chinoises pour le compte de l’entreprise James Veitch & Fils.
Wilson voyage donc par l’ouest en direction de la Chine, faisant une halte de cinq jours à l’arboretum Arnold de l’université Harvard à Boston (Massachusetts), où il fait la connaissance de Charles Sprague Sargent et étudie les façons de faire voyager graines et plantes sans dommages. Il traverse l’Amérique du Nord en train, et s’embarque à San Francisco pour atteindre Hong Kong le 3 juin 1899. Il sillonne pendant deux ans la province du Hubei à des fins de collecte et regagne l’Angleterre en avril 1902.
En 1903, Wilson, de retour en Chine, découvre le lys royal dans l’ouest du Sichuan, le long de la rivière Min. Il en collecte et introduit avec succès quelque 300 bulbes à son retour en Angleterre. Il visite à nouveau le site en 1908 et collecte davantage de bulbes, mais la plupart se détériorent sur le chemin de l’arboretum Arnold de Boston. En 1910, Wilson retourne à nouveau dans la vallée de la rivière Min, mais cette fois, il est victime d’un éboulement qui lui écrase la jambe alors qu’il passe sur un sentier étroit dans sa chaise à porteurs. Il se fait une attelle avec le trépied de son appareil photo. Ramené à la civilisation par une marche forcée de trois jours, il contracte une gangrène dont il guérit mais qui lui laisse une claudication qu’il baptise « lily limp » (le boitement du lys, en français). Ce fut ce troisième envoi de bulbes qui introduisit définitivement le lys royal aux États-Unis.

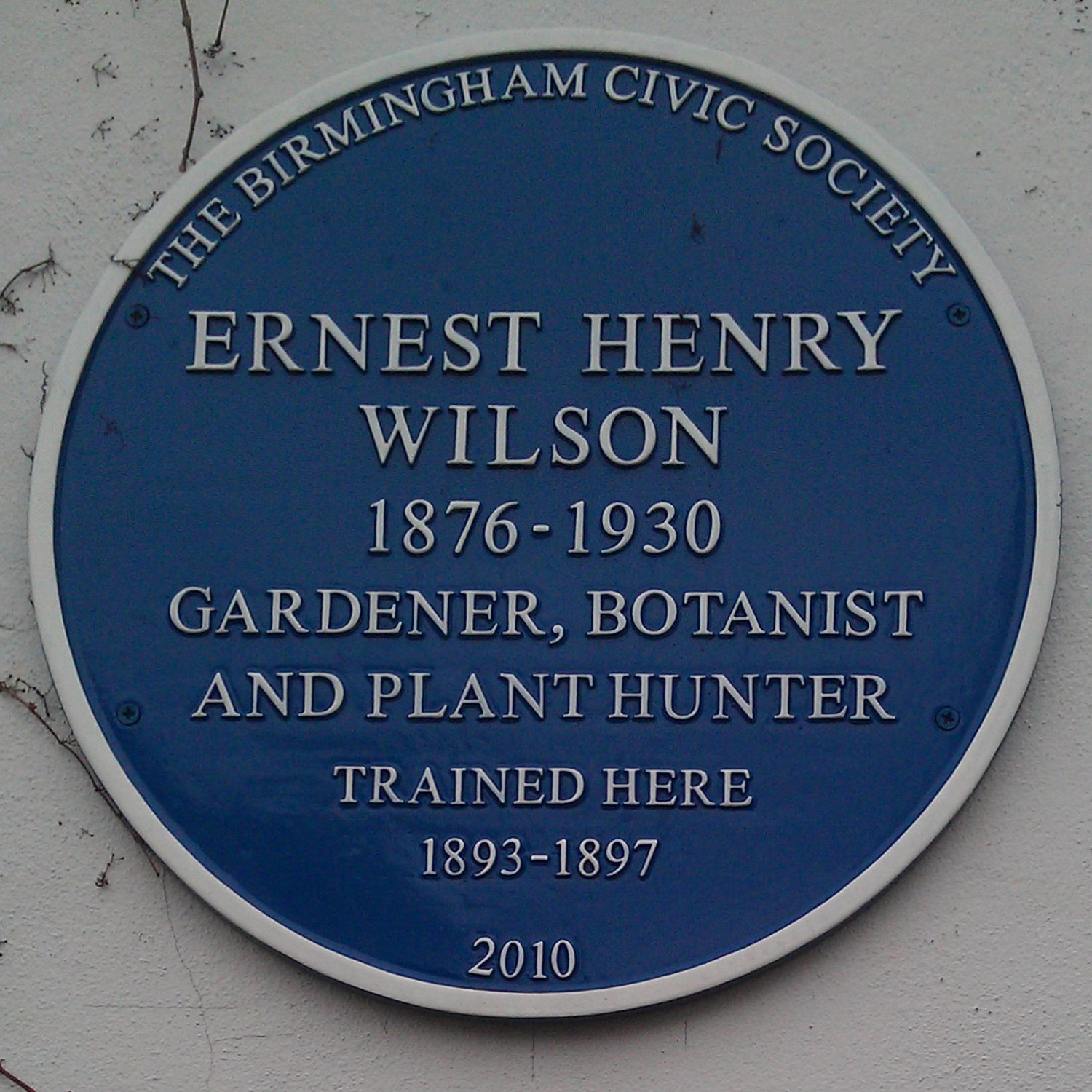
Blue Plaque

Au cours de sa première expédition de collecte, Wilson a récolté 35 caisses de bulbes, cormes, rhizomes et tubercules, ainsi que des spécimens séchés pour herbier, représentant un total d’environ 906 espèces de plantes, sans compter les graines de plus de 300 espèces. Une petite partie des nombreux plants ajoutés à la liste des espèces cultivées en Occident depuis sa première expédition inclut Acer griseum, Actinidia deliciosa (qui produit des kiwis),  Berberis julianae, Clematis armandii, Clematis montana var. rubens, Davidia involucrata, Ilex pernyi, Jasminum mesnyi, et Primula pulverulenta. La plupart des espèces nouvelles que Wilson collecte reçoivent le nom de Maxwell Masters (1833-1907).
Dans les années qui suivent, il devient collecteur pour le compte de l’arboretum Arnold, et entreprend des expéditions en Chine en 1907, 1908 et 1910, ainsi qu’au Japon (1911-1915) où il recensa 63 espèces de cerisiers. Il retourne en Asie en 1917-1918, explorant la Corée et Formose. À son retour à l’arboretum Arnold en 1919, il est nommé directeur associé. Trois ans après, il se lance dans une expédition qui devait durer deux ans à travers l’Australie et la Nouvelle-Zélande, l’Inde, l’Amérique centrale et du Sud et l’Afrique orientale. En 1927, il prend la succession de Sargent à la tête de l’arboretum Arnold.
En reconnaissance pour ses services rendus à l’horticulture, il reçoit de nombreuses distinctions telles que la médaille Victoria de l'honneur de la Royal Horticultural Society en 1912, la médaille commémorative Veitch et la médaille commémorative George Robert White de la Société d'horticulture du Massachusetts. Il est membre de l’Académie américaine des arts et des sciences, reçoit une maîtrise en arts honorifique de l’université Harvard et le grade de docteur en sciences du Trinity College. Plus de 100 plantes introduites par Wilson reçurent un « certificat de première classe » ou une « médaille du mérite » de la Royal Horticultural Society. Soixante espèces et variétés de plantes chinoises portent son nom. En 1916-1917, Charles Sargent publie une liste partielle de ses découvertes sous le nom de Plantae Wilsonianae.
Wilson meurt à Worcester (Massachusetts), le 15 octobre 1930, dans un accident de la route.

## Publications
- 1917 : Plantae Wilsonianae; an enumeration of the woody plants collected in western China for the Arnold arboretum of Harvard university during the years 1907, 1908, and 1910, par E. H. Wilson, publié par Charles Sprague Sargent. Les trois volumes sont consultables en version numérique sur le site botanicus.
- 1912 : Vegetation in western China : a series of 500 photographs with index
- 1913 : Naturalist in western China, with vasculum, camera, and gun; being some account of eleven years' travel, exploration, and observation in the more remote parts of the Flowery kingdom
- 1916 : Conifers and taxads of Japan
- 1916 : History and botanical relationships of the modern rose, compilé par Ernest H. Wilson et Fred A. Wilson
- 1917 : Aristocrats of the garden
- 1920 : Romance of our trees
- 1921 : Monograph of azaleas : Rhododendron subgenus Anthodendron, d’Ernest Henry Wilson et Alfred Rehder (1863-1949)
- 1925 : America's greatest garden; the Arnold Arboretum
- 1925 : Lilies of eastern Asia; a monograph
- 1927 : Plant hunting
- 1928 : More aristocrats of the garden
- 1929 : China, mother of gardens
- 1930 : Aristocrats of the trees
- 1931 : If I were to make a garden